# Katanpää (halvö i Finland)
Katanpää är en halvö i Finland, den nordvästra delen av Lypertö. Den ligger i Gustavs yttre skärgård i landskapet Egentliga Finland, i den sydvästra delen av landet, 210 km väster om huvudstaden Helsingfors. Katanpää tillhör Bottenhavets nationalpark.

## Katanpää fästning

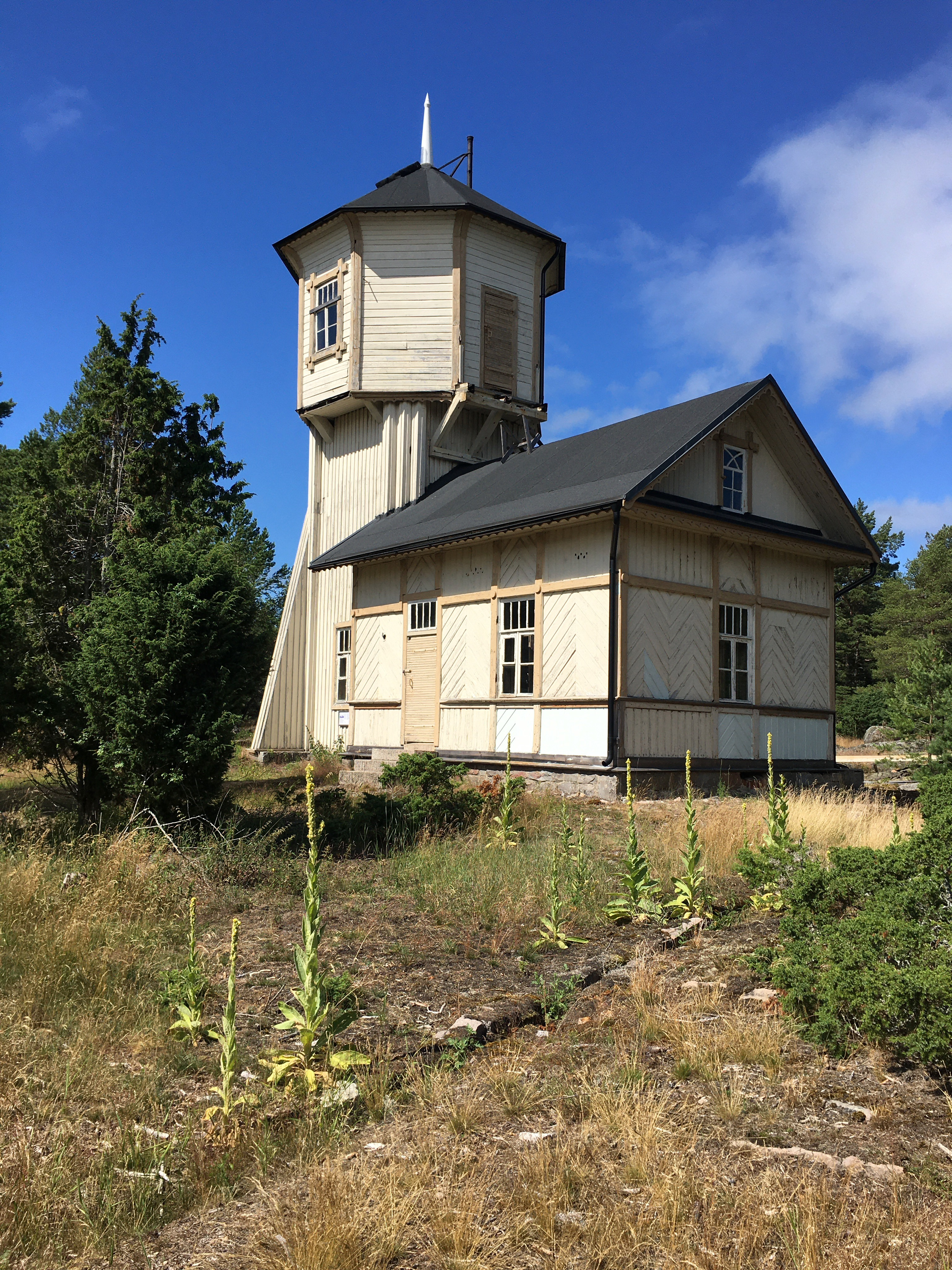
Katanpää vattentorn.

En fästning uppfördes på halvön på 1910-talet av Nikolai II, som en del av Peter den stores sjöfästning. Från Katanpää har man kontroll över farlederna som leder norrut från Skärgårdshavet. Befästningsverken fortsatte användas och underhållas efter Finlands självständighet, som vaktbefästning fram till 1999. 
I mitten av 1980-talet utförde försvarsmakterna omfattande restaureringsarbeten i de gamla byggnaderna i Katanpää. Fästningarna är skyddade med stöd av fornminneslagen.

## Nationapark
Numera ingår halvön i Bottenhavets nationalpark. Hamnen är populär bland båtfolk och kan också nås med förbindelsefartyg från Gustavs och Nystad.
Inlandsklimat råder i trakten. Årsmedeltemperaturen i trakten är 5 °C. Den varmaste månaden är augusti, då medeltemperaturen är 16 °C, och den kallaste är januari, med −5 °C.